# 岡田晟
岡田 晟（おかだ あきら、1913年 - 没年不詳）は、日本の漫画家。主に絵本・漫画・挿絵を専門とし、戦後は漫画、紙芝居作家から貸本漫画の表紙絵を担当。つげ義春の『白面夜叉』『涙の仇討』『愛の調べ』の表紙は岡田の手によるもの。山梨県甲府市出身。つげ義春の「義男の青春」の「田山先生」のモデルとして知られる。昭和初期のモダニズムの影響を強く受けた生活ぶりであった。

## 来歴[2]
- 甲府市鹿島小学校に通う。同級に漫画家倉金章介、脚本家菊島隆三がおり、以降親交が続く。
- 甲府商業高校卒業。
- 明治大学商科へ進学するが、中退。
- 戦前より子供漫画、挿絵、絵本の仕事などに携わる。
- 戦時中は映画会社茂原映画研究所に勤務。海軍の要請で「実貨映画」という兵隊向けの実質的には訓練のための教育用アニメを製作。当時生活に困っていた漫画家の杉浦茂・帷子進や挿画家の荒井五郎も同じ職場で働いていた。
- 戦後は進駐軍相手の似顔絵描き、貸本漫画家、貸本表紙、装丁一手引き請負業などを営む。終戦の翌年の紙芝居の東京の全盛期には、貸本が盛期になるまで紙芝居も経験し、当時加太こうじと知り合う。
- 80歳当時まで、上野にて似顔絵描きとして生計を立てる。自宅でも依頼により肖像画を描く。この当時は東大宮で息子と2人暮らし。

## 人物
- 本好きで小学校ころから探偵小説、推理小説などに強くひかれる。アルセーヌ・ルパン、シャーロック・ホームズなどを愛読。
- 漫画における怪談物の発案者。ひばり書房の経営者を企画面で全面的にバックアップしていたが、ある日今度はどんなものが当たりますかねえ、と相談され「怪談をおやりになったら」と提言したところ大当たりした。描き手には、いばら美喜、古賀新一、小島剛夕、楳図かずお、池川伸治がいた[2]。
- つげ義春に文学、クラシック音楽、コーヒーを教える。2人は池袋西武デパート前の「小山」という喫茶店でよく会っていた。つげはここでコーヒーの味を覚えた[3]。
- つげ義春と親交のあった永島慎二は、「僕は岡田さんの紹介で手塚先生のアシスタントの仕事をさせてもらったが、一方で岡田さんは自分の仕事を手伝わせるためにつげを温泉に連れて行ってしまった。18歳くらいで温泉の味をおぼえたつげは、その後の人生が狂ってしまったように思う」と回想している[4]。